# Khyriv
Khyriv (en ukrainien : Хирів) ou Khyrov (en russe : Хыров ; en polonais : Chyrów) est une ville de l'oblast de Lviv, en Ukraine. Sa population s'élevait à 4104 habitants en 2022.

## Géographie
Khyriv est située à 12 km de la frontière polonaise et à 89 km au sud-ouest de Lviv.

## Histoire
Khyriv est mentionnée, en tant que domaine polonais, Chyrów, dans des chroniques en 1374. Elle reçut le droit de Magdebourg en 1528. Au XVIIIè siècle une communauté juive s'y établie. Suivant les Partitions de la Pologne la ville est annexée par l'Empire Austro-Hongrois et fait partie de la Galicie jusqu'en 1918.
En 1872 le chemin de fer qui mène à la ville de Lemberg (Autriche) lui permet d'installer une gare. Entre 1886 et 1939, jusqu'à la Seconde Guerre mondiale, Chyrów possédait un collège jésuite réputé dans toute la Pologne. Parmi les 2000 diplômés de ce collège figurent, entre autres, l'économiste et homme politique polonais Eugeniusz Kwiatkowski, le géographe Mieczysław Orłowicz, le peintre Adam Styka. Le soldat Chvéïk doit y avoir vécu. Le collège possédait également une grande et précieuse bibliothèque.
Pendant la Guerre polono-ukrainienne en 1919 une bataille a lieu à Chyrów dont les forces polonaises remporte la victoire. La ville fera désormais partie de la Deuxième République polonaise.
La ville est occupée par l'URSS en septembre 1939, puis par l'Allemagne du Troisième Reich à partir de l'été 1941. Elle fait partie à la fin de la Seconde Guerre mondiale de la République socialiste soviétique d'Ukraine, intégrée à l'URSS, sous le nom de Khyrov. Après la Seconde Guerre mondiale, le collège est transformé en caserne.
Le 27 juin 2001, à Lviv, le Pape Jean Paul II a proclamé bienheureuses martyres, Olympia Bidà et Leukadia Herasymiv, sœurs de la maison de Khyriv de la Congrégation des Sœurs de Saint-Joseph.
Il y a à Khyriv une ancienne église catholique qui a été rénovée en 2006.

## Population
Recensements (*) ou estimations de la population :
| 1959* | 1970* | 1979* | 1989* | 2001* |
| ----- | ----- | ----- | ----- | ----- |
| 3 049 | 4 057 | 3 698 | 4 728 | 4 590 |

| 2009  | 2010  | 2011  | 2012  | 2013  |
| ----- | ----- | ----- | ----- | ----- |
| 4 149 | 4 132 | 4 106 | 4 097 | 4 088 |